# Haagenti

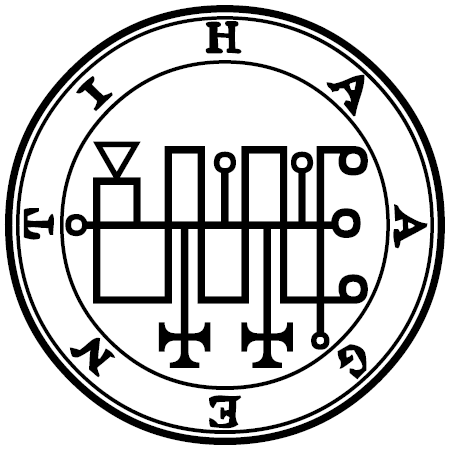
Le sceau de Haagenti selon Mathers.

Haagenti est un démon issu des croyances de la goétie, science occulte de l'invocation d'entités démoniaques. 
Le Lemegeton le mentionne en 48e position de sa liste de démons. Selon cet ouvrage, Haagenti possède le titre de président des Enfers. Il apparaît sous la forme d'un immense taureau affublé d'ailes de griffons. Il symboliserait, selon les ouvrages, le lien entre l'âme et le cosmos ou celui entre l'âme et l'enfer, dont il serait le gardien. Haagenti fourni de l'instruction à ses invocateurs, mais en échange les rend stériles, jaloux et inquiets. Il commande 33 légions infernales.
La Pseudomonarchia Daemonum le mentionne en 67e position de sa liste de démons et lui attribue des caractéristiques similaires.